# 나타리아
나타리아는 KBS 1TV에서 방영되었던 드라마이다.

## 제작진
- 극본 : 이호
- 연출 : 염현섭

## 출연진
- 김영애
- 김흥기
- 반효정
- 사미자
- 장희수
- 허진